# Suchá Belá
Pour les articles homonymes, voir Belá.
La Suchá Belá est un petit cours d'eau de Slovaquie célèbre pour ses gorges éponymes dans le parc national du Paradis slovaque.

## Géographie
La gorge est située dans la partie nord du paradis slovaque près du centre touristique de Podlesok (sk). Toute la gorge coule à travers le même ruisseau, qui jaillit sur par dessus et se jette dans la Veľká Biela voda (sk), un affluent du Hornád. 
Le ruisseau est célèbre pour la randonnée vertigineuse qui le suit. 